# 우그리아족
우고르족(Ugors) 또는 우그리아족(Ugrians)은 핀우그리아어파의 우그리아어군 언어를 쓰는 민족들의 공통 조상이 되는 가설적 고대 민족을 가리키는 말이다. 헝가리의 헝가리인과 시베리아 서부의 한티인 및 만시인의 조상으로 상정된다. 현대적 맥락에서는 이 민족들을 묶어 가리키는 명칭으로 쓰이기도 한다. 19~20세기에는 "우그리아 핀족"이라는 이름으로도 불렸다.
특히 시베리아의 한티인과 만시인을 함께 가리켜 "오비-우그리아족"(Ob-Ugrians)라고도 하는데, 이들이 현 한티만시 자치구의 오비강 유역에 주로 거주했기 때문이다. 이와는 달리 우그리아족의 대다수를 차지하는 헝가리인은 중앙유럽에 거주하는데 오늘날에는 민족학적, 문화적으로 오비-우그리아족과 크게 다르며 다만 작은 언어학적 연계를 가질 뿐이다.

## 같이 보기
- 우그리아어군
- 유그라